# Низовка (Грязовецький район)
Ни́зовка (рос. Низовка) — присілок у складі Грязовецького району Вологодської області, Росія. Входить до складу Ком'янського сільського поселення.

## Населення
Населення — 16 осіб (2010; 24 у 2002).
Національний склад (станом на 2002 рік):
- росіяни — 100 %